# Charles F. Adams
Die Charles F. Adams, auch USS Charles F. Adams, (Kennung: DDG-2) war ein Zerstörer der United States Navy und Typschiff der Charles-F.-Adams-Klasse. Sie hatte eine dreißigjährige Dienstzeit und wurde im August 1990 ausgemustert. Das Schiff befand sich seitdem aufgelegt in der Philadelphia Naval Shipyard, ehe es im Jahr 2020 zu den Abwrackwerften in Brownsville ging. Eine geplante Nutzung als Museumsschiff wurde 2018 verworfen.

## Geschichte
Die Charles F. Adams wurde am 16. Juni 1958 in der Werft der Bath Iron Works auf Kiel gelegt und lief am 8. September 1959 vom Stapel. Die Indienststellung erfolgte am 10. September 1960 unter dem Kommando von Commander William Robert Munroe junior. Benannt wurde das Schiff nach dem Politiker Charles Francis Adams III.
Nach Probefahrten nahm die Charles F. Adams unter anderem im Oktober 1962 an der Bergung der Mercury-Atlas-8-Raumkapsel teil. Während der Kubakrise gehörte das Schiff im selben Monat zur Flotte, die in Bereitschaft in der Karibik stationiert wurde. Von November 1980 bis Juni 1981 nahm der Zerstörer als Geleitschiff des Flugzeugträgers Independence an einer Reise ins Arabische Meer sowie in den Indischen Ozean teil.
Am 1. August 1990 wurde die Charles F. Adams nach rund 30 Dienstjahren ausgemustert und am selben Tag aus dem Naval Vessel Register gestrichen. Sie befand sich seitdem aufgelegt in der Philadelphia Naval Shipyard. Über mehrere Jahre hinweg war eine Nutzung des Schiffes als Museum geplant. So wollte das „Saginaw Valley Naval Ship Museum“ den Zerstörer in Bay City ausstellen, was aufgrund eines zu kostenaufwendigen Transports durch den Sankt-Lorenz-Seeweg verworfen wurde.

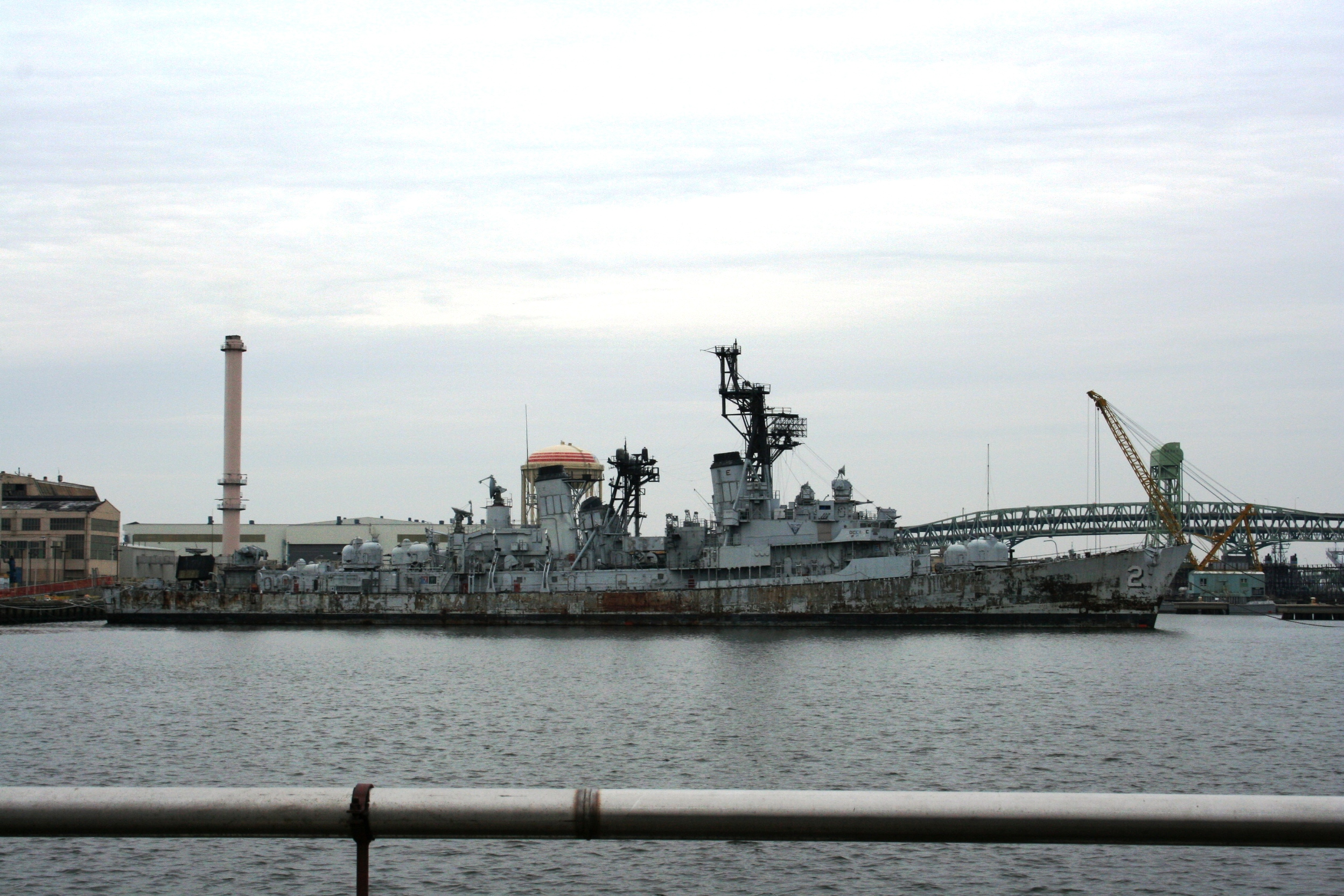
Die aufgelegte Charles F. Adams im Januar 2008

Seit 2008 bemühten sich die „Adams Class Veteran’s Association“ und die „Jacksonville Historic Naval Ship Association“ um einen Erhalt der Charles F. Adams im Hafen von Jacksonville. Der Stadtrat Jacksonvilles befürwortete dies im Oktober 2010. Geplant war ein Anlegeplatz für das Schiff auf dem St. Johns River. Im Dezember 2018 wurde das Projekt nach mehrfacher Verzögerung jedoch abgebrochen. Als Grund wurde eine mangelnde Zusammenarbeit der United States Navy zur Freigabe des Zerstörers genannt. Im August 2020 ging die 60 Jahre alte Charles F. Adams zum Abbruch ins texanische Brownsville.
Die Charles F. Adams war das letzte noch existierende Schiff ihrer Klasse, das für die United States Navy im Einsatz stand. Von den drei an die Bundesmarine abgelieferten Einheiten wurde die Mölders museal erhalten, die somit das einzige noch existierende Schiff der Charles-F.-Adams-Klasse ist.